# En-sipa-zi-ana

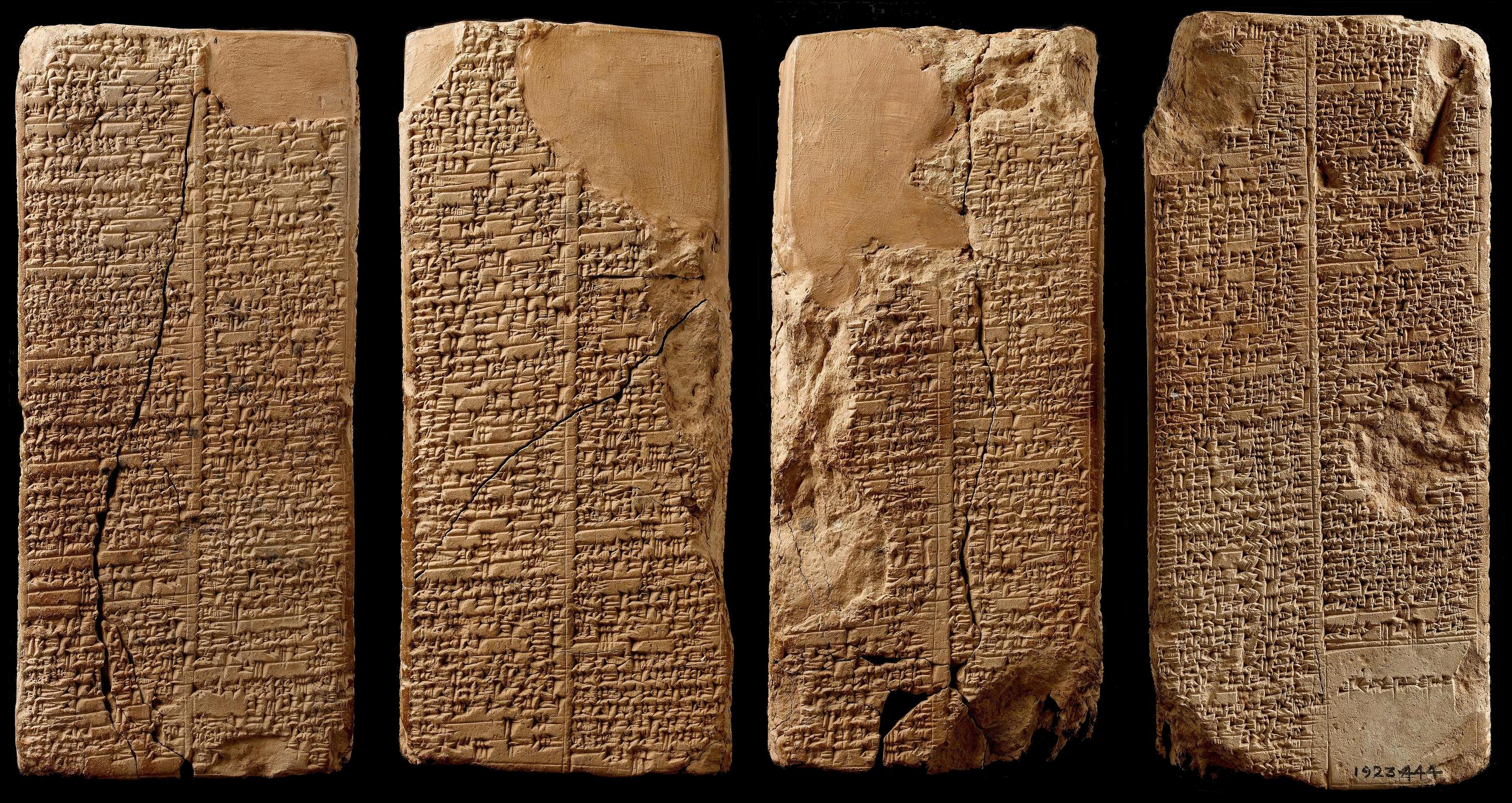
Liste royale sumérienne

En-sipa-zi-ana (typographié aussi Ensipaziana), roi de Larak, est le sixième roi antédiluvien de Sumer cité dans la Liste royale sumérienne, succédant à Dumuzi.

## Sources
La Liste royale sumérienne est la seule source ancienne citant ce nom. Elle dit :

« Puis Bad-Tibira tomba et la royauté échut à Larsa. »

La Liste royale sumérienne cite En-sipa-zi-ana comme le premier roi de Larsa qui ait régné sur Sumer après la chute de Bad Tibira. Elle lui attribue un règne de 8 sars (soit 28 800 ans).
On ne sait s'il s'agit d'un personnage réel ou d'un mythe. Son règne, en tout état de cause, devrait être antérieur à 2900 av. J.-C., date communément admise du Déluge.